# Urbain Balisson
Urbain Balisson est un homme politique français né le 19 mai 1770 à Auch (Gers) et mort le 22 avril 1851 à Mortain (Manche).
Riche propriétaire, il est député de la Manche de 1820 à 1822, siégeant au centre droit, avec les royalistes.

## Sources
« Urbain Balisson », dans Adolphe Robert et Gaston Cougny, Dictionnaire des parlementaires français, Edgar Bourloton, 1889-1891 [détail de l’édition]